# Szerpa

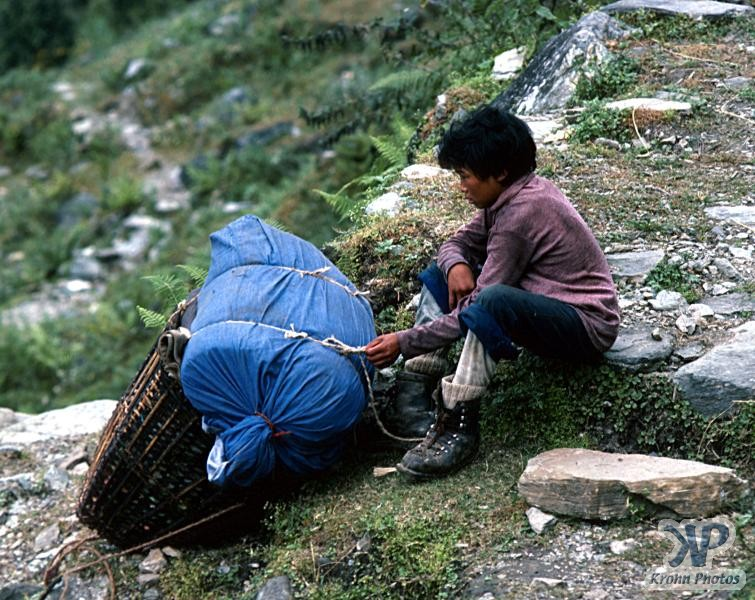
Szerpa ze swoim plecakiem

Szerpa – określenie w języku polskim oznaczające tragarza (pomocnika) wysokogórskiego dostarczającego ładunki w te miejsca, gdzie tradycyjny transport nie jest w stanie dotrzeć.
Nazwa pochodzi od nazwy plemienia Szerpów żyjącego w Himalajach, spośród którego rekrutowano pomocników przy wyprawach w Himalaje. Z czasem zaczęto określać wszystkich pomocników tym mianem.
Obecnie szerpowanie to jedna z dyscyplin sportu, polegająca na wnoszeniu określonego wagowo ładunku pod górę.

## Zobacz także
- Nosicz – tatrzański tragarz